# Burgstall Schlössleinsteile
Der Burgstall Schlössleinsteile bezeichnet eine abgegangene mittelalterliche Höhenburg auf 475 m ü. NHN etwa 600 Meter östlich von Walkersdorf, einem heutigen Ortsteil der Gemeinde Wörnitz im mittelfränkischen Landkreis Ansbach in Bayern.
Von der ehemaligen Burganlage ist nichts erhalten, die Stelle wird landwirtschaftlich genutzt. 1690 wurde die Anlage als "ödes Schlösslein" bezeichnet, das "mit einem Graben oder Aufwurf" versehen ist. Im digitalen Geländemodell zeichnet die Motte sich als runder Hügel ab, der von zwei Gräben umzogen ist. Ein dazwischenliegender Wall war mit einer Breite von ca. 12 m 1968 noch zu erkennen. 